# Viquipèdia en suec
La Viquipèdia en suec és l'edició en idioma suec de Viquipèdia. Va ser la tercera edició de Wikipedia, iniciada el maig de 2001 junt amb la Viquipèdia en alemany, i per darrere de Viquipèdia en anglès i Viquipèdia en català. A gener de 2019 va ser la tercera major Viquipèdia per nombre d'articles, superant els 3.700.000 articles.
Molts articles d'aquesta Viquipèdia són esbossos iniciats per programaris automàtics. Entre 2012 i 2016 el nombre d'articles es va incrementar de sota 500.000 fins a més de 3,7 milions, amb l'ajuda d'aquests projectes. Els projectes de creació automàtica, que es van centrar principalment en la creació d'articles sobre espècies i entitats geogràfiques, van acabar en aquest any. Després, el augment ha estat molt menys ràpid.
Ja que el suec és mútuament intel·ligible amb el danès i el noruec, els administradors d'aquestes edicions van prèviament col·laborar amb les seves respectives Viquipèdies a través de la secció Skanwiki de Meta-Wiki.
Actualment la Viquipèdia en suec té 6.741.432 pàgines, dels quals 2.909.677 articles. La quantitat d'usuaris són 793.787, dels quals 2.286 van ser actius durant l'últim mes. El nombre total d'edicions a l'enciclopèdia són 49.682.217.